# ¡Que viva México! (film, 2023)
Pour les articles homonymes, voir ¡Que viva México!.
Pour plus de détails, voir Fiche technique et Distribution.
¡Que viva México! est un film mexicain de comédie et de satire politique réalisé par Luis Estrada, sorti en 2023.

## Distribution
- Alfonso Herrera
- Damián Alcázar
- Joaquín Cosió
- Ana de la Reguera
- Ana Martín